# Marius Lode
Marius Lode (Kvernaland, 11 marzo 1993) è un calciatore norvegese, difensore dell'Häcken.

## Carriera

### Club
Lode è cresciuto nel Frøyland. Nel 2012 è stato ingaggiato dal Bryne, per cui ha esordito in 1. divisjon in data 9 aprile: è stato schierato titolare nella vittoria per 3-1 sullo Strømmen.
A maggio 2015, Lode è risultato positivo ad un test antidoping, nel corso del quale è stato infatti evidenziato l'uso di Ritalin, un metilfenidato. Il test era stato effettuato in occasione di una sfida contro il Sogndal. Secondo quanto dichiarato dallo stesso Lode, avrebbe utilizzato il Ritalin per aiutarsi negli studi universitari. Lode ha ricevuto una squalifica di 10 mesi, perdendo parte del campionato 2016. In questo periodo, Lode ha lavorato in un ristorante di Bryne e si è mantenuto in forma da solo, finché nel mese di ottobre 2016 non gli è stato permesso di allenarsi con i compagni di squadra.
Il 3 febbraio 2017, Lode è stato ingaggiato dal Bodø/Glimt, a cui si è legato con un contratto triennale. Ha esordito in squadra, in 1. divisjon, il successivo 4 aprile: è stato impiegato da titolare nella vittoria per 3-2 sul Kongsvinger. Ha contribuito alla promozione in Eliteserien della sua squadra, arrivata al termine di quella stessa stagione.
L'8 aprile 2018 ha quindi debuttato nella massima divisione norvegese, schierato dal primo minuto nella partita persa per 1-0 sul campo dell'Odd.
Il 13 aprile 2019 ha prolungato il contratto che lo legava al Bodø/Glimt fino al 31 dicembre 2021.
Il 15 luglio 2020 ha trovato il primo gol in Eliteserien, in occasione della vittoria per 2-1 sul Kristiansund BK. Il 27 agosto successivo ha debuttato nelle competizioni europee per club, venendo schierato titolare nella vittoria per 6-1 sul Kauno Žalgiris, partita valida per i turni preliminari dell'Europa League 2020-2021. Al termine del campionato 2020, il Bodø/Glimt ha vinto il primo titolo della sua storia.
Il 14 gennaio 2022 è stato ufficializzato il suo approdo ai tedeschi dello Schalke 04, a cui si è legato fino al 30 giugno 2024.
Il 31 agosto 2022 ha fatto ritorno al Bodø/Glimt, per cui ha firmato un accordo valido fino al 31 dicembre 2025, con opzione per un'ulteriore stagione.
Il 27 marzo 2024 si è trasferito agli svedesi dell'Häcken, a cui si è legato con un contratto triennale.

### Nazionale
Lode ha giocato una partita per la Norvegia under 21: il 10 giugno 2013 ha sostituito infatti Henrik Gjesdal nella sfida amichevole contro la Polonia, vinta con il punteggio di 4-2.
Il 12 marzo 2021 è stato convocato dal commissario tecnico della Norvegia Ståle Solbakken in vista degli impegni contro Gibilterra, Turchia e Montenegro, previste rispettivamente per il 24, 27 e 30 marzo e valide per le qualificazioni al campionato mondiale 2022.

## Statistiche

### Presenze e reti nei club
Statistiche aggiornate al 27 marzo 2024.
| Stagione          | Club              | Campionato        | Campionato | Campionato | Coppe nazionali | Coppe nazionali | Coppe nazionali | Coppe continentali | Coppe continentali | Coppe continentali | Supercoppe | Supercoppe | Supercoppe | Totale | Totale |
| Stagione          | Club              | Comp              | Pres       | Reti       | Comp            | Pres            | Reti            | Comp               | Pres               | Reti               | Comp       | Pres       | Reti       | Pres   | Reti   |
| ----------------- | ----------------- | ----------------- | ---------- | ---------- | --------------- | --------------- | --------------- | ------------------ | ------------------ | ------------------ | ---------- | ---------- | ---------- | ------ | ------ |
| 2010              | Frøyland          | 4D                | ?          | ?          | CN              | ?               | ?               | -                  | -                  | -                  | -          | -          | -          | ?      | ?      |
| 2011              | Frøyland          | 4D                | ?          | ?          | CN              | ?               | ?               | -                  | -                  | -                  | -          | -          | -          | ?      | ?      |
| Totale Frøyland   | Totale Frøyland   | Totale Frøyland   | ?          | ?          |                 | ?               | ?               |                    | -                  | -                  |            | -          | -          | ?      | ?      |
| 2012              | Bryne             | 1D                | 28         | 0          | CN              | 2               | 0               | -                  | -                  | -                  | -          | -          | -          | 30     | 0      |
| 2013              | Bryne             | 1D                | 27         | 0          | CN              | 3               | 0               | -                  | -                  | -                  | -          | -          | -          | 30     | 0      |
| 2014              | Bryne             | 1D                | 23         | 0          | CN              | 2               | 0               | -                  | -                  | -                  | -          | -          | -          | 25     | 0      |
| 2015              | Bryne             | 1D                | 28         | 0          | CN              | 3               | 0               | -                  | -                  | -                  | -          | -          | -          | 31     | 0      |
| 2016              | Bryne             | 1D                | 11         | 0          | CN              | 0               | 0               | -                  | -                  | -                  | -          | -          | -          | 11     | 0      |
| Totale Bryne      | Totale Bryne      | Totale Bryne      | 117        | 0          |                 | 10              | 0               |                    | -                  | -                  |            | -          | -          | 127    | 0      |
| 2017              | Bodø/Glimt        | 1D                | 29         | 0          | CN              | 3               | 0               | -                  | -                  | -                  | -          | -          | -          | 32     | 0      |
| 2018              | Bodø/Glimt        | ES                | 16         | 0          | CN              | 3               | 0               | -                  | -                  | -                  | -          | -          | -          | 19     | 0      |
| 2019              | Bodø/Glimt        | ES                | 26         | 0          | CN              | 1               | 0               | -                  | -                  | -                  | -          | -          | -          | 27     | 0      |
| 2020              | Bodø/Glimt        | ES                | 26         | 1          | -               | -               | -               | UEL                | 3                  | 0                  | -          | -          | -          | 29     | 1      |
| 2021              | Bodø/Glimt        | ES                | 21         | 0          | CN              | 0               | 0               | UCL+UECL           | 2+6                | 0                  | -          | -          | -          | 29     | 0      |
| gen.-giu. 2022    | Schalke 04        | 2L                | 6          | 0          | CG              | 0               | 0               | -                  | -                  | -                  | -          | -          | -          | 6      | 0      |
| ago.-dic. 2022    | Bodø/Glimt        | ES                | 10         | 0          | CN              | 3               | 0               | UEL+UECL           | 6+2                | 0                  | -          | -          | -          | 22     | 0      |
| 2023-feb. 2024    | Bodø/Glimt        | ES                | 20         | 0          | CN              | 5               | 0               | UECL               | 5                  | 0                  | -          | -          | -          | 30     | 0      |
| Totale Bodø/Glimt | Totale Bodø/Glimt | Totale Bodø/Glimt | 148        | 1          |                 | 15              | 0               |                    | 24                 | 0                  |            | -          | -          | 188    | 1      |
| 2024              | Häcken            | A                 | 0          | 0          | CS              | 0               | 0               | UCL                | 0                  | 0                  | -          | -          | -          | 0      | 0      |
| Totale            | Totale            | Totale            | 271        | 1          |                 | 25              | 0               |                    | 24                 | 0                  |            | -          | -          | 321    | 1      |

### Cronologia presenze e reti in nazionale
| Cronologia completa delle presenze e delle reti in nazionale ― Norvegia | Cronologia completa delle presenze e delle reti in nazionale ― Norvegia | Cronologia completa delle presenze e delle reti in nazionale ― Norvegia | Cronologia completa delle presenze e delle reti in nazionale ― Norvegia | Cronologia completa delle presenze e delle reti in nazionale ― Norvegia | Cronologia completa delle presenze e delle reti in nazionale ― Norvegia | Cronologia completa delle presenze e delle reti in nazionale ― Norvegia | Cronologia completa delle presenze e delle reti in nazionale ― Norvegia |
| Data                                                                    | Città                                                                   | In casa                                                                 | Risultato                                                               | Ospiti                                                                  | Competizione                                                            | Reti                                                                    | Note                                                                    |
| ----------------------------------------------------------------------- | ----------------------------------------------------------------------- | ----------------------------------------------------------------------- | ----------------------------------------------------------------------- | ----------------------------------------------------------------------- | ----------------------------------------------------------------------- | ----------------------------------------------------------------------- | ----------------------------------------------------------------------- |
| 24-3-2021                                                               | Gibilterra                                                              | Gibilterra                                                              | 0 – 3                                                                   | Norvegia                                                                | Qual. Mondiali 2022                                                     | -                                                                       |                                                                         |
| 13-11-2021                                                              | Oslo                                                                    | Norvegia                                                                | 0 – 0                                                                   | Lettonia                                                                | Qual. Mondiali 2022                                                     | -                                                                       |                                                                         |
| Totale                                                                  |                                                                         | Presenze                                                                | 2                                                                       |                                                                         | Reti                                                                    | 0                                                                       |                                                                         |

## Palmarès

### Club

#### Competizioni nazionali
- Campionato norvegese: 3

Bodø/Glimt: 2020, 2021, 2023
- Coppa di Svezia: 1

Häcken: 2024-2025